# Punta Tashtego
Punta Tashtego è un capo roccioso situato sulla costa di Oscar II, nella parte orientale della Terra di Graham, in Antartide. Essa si trova in particolare all'estremità orientale della cresta rocciosa situata a sud della ghiacciaio Stubb, dove questo si getta nell'insenatura SCAR, dalla parte opposta rispetto al monte Queequeg.

## Storia
Punta Tashtego è stata mappata dal British Antarctic Survey, che all'epoca si chiamava ancora Falkland Islands and Dependencies Survey, grazie a fotografie aeree scattate durante varie spedizioni della stessa agenzia svolte tra il 1947 e il 1955 ed è stata poi così battezzato dal Comitato britannico per i toponimi antartici in onore di Tashtego, il ramponiere Wampanoag membro dell'equipaggio del Pequod nel romanzo Moby Dick o La balena, di Herman Melville.